# Newzealandske dollar
Newzealandske dollar (New Zealand dollar) har været valutaen i New Zealand siden 1967. Valutakoden er NZD og en NZD deles op i 100 cent.
Pitcairn benytter også newzealandske dollar.
Mønter indgå 10 cent, 20 cent, 50 cent , en dollar og to dollars. Sedler indgå 5 dollars, 10 dollars, 20 dollars, 50 dollars, og 100 dollars.
1 Newzealandsk dolar = 4.3831395 Danske kroner